# Чураєво (Альшеєвський район)
Чура́єво (рос. Чураево, башк. Сурай) — присілок у складі Альшеєвського району Башкортостану, Росія. Входить до складу Кармишевської сільської ради.
Населення — 386 осіб (2010; 442 в 2002).
Національний склад:
- башкири — 99 %